# الکساندر مارچنکو
الکساندر مارچنکو (اوکراینی: Олександр Миколайович Марченко؛ زادهٔ ۱۲ ژانویهٔ ۱۹۶۸) قایقران روئینگ اهل اوکراین است. وی همچنین از برندگان مدال‌های بازی‌های المپیک تابستانی ۱۹۸۸ و قایقرانان روئینگ بازی‌های المپیک تابستانی ۱۹۹۶ و ۲۰۰۰ بوده‌است.